# Slavica Navinšek
Slavica Navinšek, slovenska političarka, * 1933.
Med 19. oktobrom in 1. decembrom 2000 je bila državna sekretarka Republike Slovenije na Ministrstvu za šolstvo, znanost in šport Republike Slovenije.